# Thagria fucosa
Thagria fucosa är en insektsart som beskrevs av Nielson 1977. Thagria fucosa ingår i släktet Thagria och familjen dvärgstritar. Inga underarter finns listade i Catalogue of Life.